# Saldo
Em contabilidade, saldo pode referir-se à natureza de uma conta (o saldo normalmente esperado, seja devedor ou credor) ou a diferença entre débito e crédito (e vice-versa) de uma conta, em dado instante (sua situação líquida). 
No comércio, saldo pode referir-se à mercadoria, geralmente roupas, que foram colocadas à venda por um preço mais baixo. (Por exemplo: a Black Friday é um tipo de saldo [ou promoção].)